# NXT TakeOver: In Your House II
NXT TakeOver: In Your House II war eine Wrestling-Veranstaltung der WWE, die auf dem WWE Network und dem Streaming-Portal Peacock ausgestrahlt wurde. Sie fand am 13. Juni 2021 im Capitol Wrestling Center in Orlando, Florida, Vereinigte Staaten statt. Es war die 35. Austragung einer NXT-Großveranstaltung unter dem Namen NXT TakeOver seit Mai 2014 und die dritte im Jahr 2021.

## Hintergrund
Im Vorfeld der Veranstaltung wurden fünf Matches angesetzt.
Diese resultierten aus den Storylines, die in den Wochen vor NXT TakeOver: In Your House II bei NXT, der wöchentlich auf dem WWE Network ausgestrahlten Show der Entwicklungs-Liga der WWE gezeigt wurden.

## Ergebnisse
| Matchart |                                                    |      |                                                                    | Zeit  |
| --- | -------------------------------------------------- | ---- | ------------------------------------------------------------------ | ----- |
| Winners-Take-All-Six-Man-Tag-Team-Match um die NXT North American Championship und NXT Tag Team Championship | Bronson Reed (C) und MSK Wes Lee & Nash Carter (C) | bes. | Legado del Fantasma Santos Escobar, Joaquin Wilde und Raúl Mendoza | 13:37 |
| Singles-Match                                                                                                | Xia Li                                             | bes. | Mercedes Martinez                                                  | 8:05  |
| Ladder-Match um die Million Dollar Championship                                                              | LA Knight                                          | bes. | Cameron Grimes                                                     | 19:22 |
| Singles-Match um die NXT Women’s Championship                                                                | Raquel González (C)                                | bes. | Ember Moon                                                         | 12:38 |
| Fatal-Five-Way-Match um die NXT Championship                                                                 | Karrion Kross (C)                                  | bes. | Adam Cole, Johnny Gargano, Kyle O’Reilly und Pete Dunne            | 26:15 |

| Funktion      | Name            |
| ------------- | --------------- |
| Host          | Todd Pettengill |
| Kommentatoren | Wade Barrett    |
| Kommentatoren | Vic Joseph      |
| Kommentatoren | Beth Phoenix    |
| Pre-Show      | Arash Markazi   |
| Pre-Show      | Sam Roberts     |
| Pre-Show      | Justin Barrasso |

## Besonderheiten
- Aufgrund der Corona-Pandemie wurde der Pay-Per-View vor nur einigen anwesenden Zuschauern ausgetragen.